# 2802 Weisell
2802 Weisell este un asteroid din centura principală, descoperit pe 19 ianuarie 1939 de Yrjö Väisälä.